# Тафт (Каліфорнія)
Тафт (англ. Taft) — місто (англ. city) в США, в окрузі Керн штату Каліфорнія. Населення — 8546 осіб (2020).

## Географія
Тафт розташований за координатами 35°7′35″ пн. ш. 119°25′26″ зх. д. / 35.12639° пн. ш. 119.42389° зх. д. (35.126504, -119.423858).  За даними Бюро перепису населення США в 2010 році місто мало площу 39,14 км², уся площа — суходіл.

### Клімат
| Клімат : Тафт                                                       | Клімат : Тафт | Клімат : Тафт | Клімат : Тафт | Клімат : Тафт | Клімат : Тафт | Клімат : Тафт | Клімат : Тафт | Клімат : Тафт | Клімат : Тафт | Клімат : Тафт | Клімат : Тафт | Клімат : Тафт | Клімат : Тафт |
| Показник                                                            | Січ.          | Лют.          | Бер.          | Квіт.         | Трав.         | Черв.         | Лип.          | Серп.         | Вер.          | Жовт.         | Лист.         | Груд.         | Рік           |
| Абсолютний максимум, °C                                             | 26,1          | 28,9          | 34,4          | 36,1          | 41,7          | 42,2          | 44,4          | 43,9          | 41,7          | 37,8          | 32,8          | 26,7          | 44,4          |
| Середній максимум, °C                                               | 14,3          | 16,8          | 20,9          | 24,0          | 29,0          | 33,2          | 36,9          | 36,3          | 33,2          | 26,4          | 18,9          | 14,7          | 25,4          |
| Середній мінімум, °C                                                | 5,0           | 6,7           | 8,5           | 9,8           | 13,4          | 15,8          | 19,6          | 18,3          | 16,3          | 12,2          | 7,9           | 4,9           | 11,6          |
| Абсолютний мінімум, °C                                              | −3,3          | −2,2          | −1,7          | −1,1          | 4,4           | 6,7           | 5,6           | 11,1          | 7,2           | 1,7           | −3,3          | −4,4          | −4,4          |
| Норма опадів, мм                                                    | 27            | 33            | 19            | 13            | 9             | 1             | 0             | 0             | 2             | 7             | 10            | 17            | 137           |
| Днів з опадами                                                      | 8             | 7             | 5             | 4             | 2             | 0             | 0             | 0             | 1             | 2             | 4             | 6             | 39,0          |
| ------------------------------------------------------------------- | ------------- | ------------- | ------------- | ------------- | ------------- | ------------- | ------------- | ------------- | ------------- | ------------- | ------------- | ------------- | ------------- |
| Джерело: TAFT, CALIFORNIA: Period of Record General Climate Summary |               |               |               |               |               |               |               |               |               |               |               |               |               |

## Демографія
Згідно з переписом 2010 року, у місті мешкало 9327 осіб у 2254 домогосподарствах у складі 1586 родин. Густота населення становила 238 осіб/км².  Було 2525 помешкань (65/км²).
Расовий склад населення:
| - 79,2 % — білих - 4,2 % — чорних або афроамериканців - 1,3 % — корінних американців - 1,0 % — азіатів - 0,7 % — вихідців з тихоокеанських островів - 11,0 % — осіб інших рас |

До двох чи більше рас належало 2,6 %. Частка іспаномовних становила 35,9 % від усіх жителів.
За віковим діапазоном населення розподілялося таким чином: 19,8 % — особи молодші 18 років, 71,8 % — особи у віці 18—64 років, 8,4 % — особи у віці 65 років та старші. Медіана віку мешканця становила 34,9 року. На 100 осіб жіночої статі у місті припадало 186,5 чоловіків;  на 100 жінок у віці від 18 років та старших — 219,0 чоловіків також старших 18 років.
Середній дохід на одне домашнє господарство  становив 69 000 доларів США (медіана — 51 369), а середній дохід на одну сім'ю — 75 554 долари (медіана — 55 076). Медіана доходів становила 47 132 долари для чоловіків та 34 138 доларів для жінок. За межею бідності перебувало 20,6 % осіб, у тому числі 28,0 % дітей у віці до 18 років та 15,4 % осіб у віці 65 років та старших.
Цивільне працевлаштоване населення становило 2509 осіб. Основні галузі зайнятості: сільське господарство, лісництво, риболовля — 19,9 %, освіта, охорона здоров'я та соціальна допомога — 17,4 %, роздрібна торгівля — 10,5 %, мистецтво, розваги та відпочинок — 8,8 %.

## Відомі люди
- Денніс Фімпл (*1940) — американський актор.